# Warhammer 40,000: Dawn of War – Winter Assault
Warhammer 40,000: Dawn of War – Winter Assault – niesamodzielny dodatek do strategicznej gry czasu rzeczywistego Warhammer 40,000: Dawn of War.
Gra daje możliwość dowodzenia siłami Ładu lub niszczycielskimi siłami Chaosu. W kampanii Ładu można dowodzić Grupą Uderzeniową Ulthwe (Eldarzy) lub służyć Imperatorowi i dowodzić 412. Cadiańskim Regimentem Gwardii Imperialnej generała Sturnna. Natomiast w służbie Chaosu gracz dowodzi barbarzyńskimi orkami Klanu Wrednych Słońc herszta Gorgutza lub zdradzieckimi Kosmicznymi Marines Chaosu Pożeraczami Światów. Akcja rozgrywa się na planecie Lorn V, gdzie wiecznie trwa zima.
W zdobyciu celu, którym jest Tytan Dominatus (niszczycielska maszyna stworzona w wulkanicznych kuźniach Marsa), walczą ze sobą wszystkie strony. Pod bramami bariery psionicznej wszystkich dzieli chęć zdobycia maszyny niszczącej całe planety. Jednak niespodziewanie w pobliżu Tytana lądują Nekroni – istoty, których nikt nie zdoła pokonać w pojedynkę.

## Rozgrywka
Mechanika nie uległa wielkim zmianom w stosunku do części podstawowej. Zostały dodane liczne usprawnienia (nowe badania, technologie, nieco zmienione drzewa rozwoju ras oraz inne właściwości niektórych jednostek). Do gry dodana została cała nowa armia – Gwardia Imperialna – która wymaga zupełnie innego stylu gry. Gwardia Imperialna to armia złożona z licznych poborowych z wielu planet kosmosu. Dysponuje słabymi jednostkami podstawowymi, ale ma potężne wsparcie ogniowe w postaci artylerii typu „Basilisk”. Posiada też najsilniejszy pojazd pancerny w całym uniwersum gry – superciężki czołg typu „Baneblade”. Gwardia Imperialna dysponuje też jednym z najlepszych czołgów szturmowych – typem „Leman Russ”. Morale podstawowej jednostki Gwardii Imperialnej – Gwardzistów – jest bardzo niskie, dlatego należy je wspomagać jednostkami Komisarzy, Psioników oraz Kapłanów.
Pozostałe strony konfliktu otrzymały nowe jednostki:
- Chaos – Berserkerów Khorna, potężną jednostkę do walki wręcz.
- Orki – Megapancernych Burszujów, elitarny oddział do walki wręcz.
- Kosmiczni Marines – Kapelana, potężnego kapitana posiadającego aurę leczącą pobliskich sprzymierzeńców.
- Eldarzy – Ogniste Smoki, jednostki piechoty wyspecjalizowane w niszczeniu pojazdów oraz budynków.

## Grafika
Grafika w Warhammer 40,000: Dawn of War – Winter Assault uległa nieznacznemu ulepszeniu. Dodano nową scenerię walk – lodowe przestrzenie Lorn V. W grze dodane zostały nowe tekstury wyższych rozdzielczości. Jednostki nowej armii prezentują taki sam poziom, jak armie w podstawowej wersji gry.

## Dźwięk
Dźwięki nie zmieniły się wiele od czasów Warhammer 40,000: Dawn of War. Dodano wiele nowych efektów dźwiękowych. Pojawia się zarówno muzyka z pierwszej części, komponowana przez Jeremy'ego Soule'a, oraz nowe utwory stworzone przez Inona Zura.

## Dodatki
W grze nadal są dodatki znane z podstawowej wersji gry. Malarz Armii został nieco usprawniony, dodano do niego nowe sztandary oraz loga armii.
Do gry cały czas są tworzone nowe mapy oraz mody dodające nowe kampanie i rasy. Zaczęto tworzyć mapy o niestandardowych układach (np. jeden na dwóch). Często mapy posiadają scenariusz.

## Odbiór gry
Warhammer 40,000: Dawn of War – Winter Assault zebrał wysokie oceny w czasopismach i serwisach internetowych:
- „Winter Assault is a great expansion pack for a great strategy game.” – GameSpot, ocena 8,3/10
- „Relic has rewarded the patience of its fans with an absolute must have add-on, and for any RTS fan that hasn't already picked up the original game...no more excuses.” – 1UP.com, ocena 8,0/10
- „Odpowiedź na pytanie, komu spodobać się może Winter Assault, jest prosta – wszystkim.” – CD-Action 13/2005, ocena 9/10